# 勝沼インターチェンジ
勝沼インターチェンジ（かつぬまインターチェンジ）は、山梨県甲州市にある中央自動車道のインターチェンジ。
甲州市のほか、山梨市などへの最寄りインターチェンジでもある。

## 道路
- E20 中央自動車道（12番）

## 接続する路線
- 国道20号（勝沼バイパス）

## 料金所
- ブース数：9

### 入口
- ブース数：4
  - ETC専用：1
  - ETC・一般：1
  - 一般：2

### 出口
- ブース数：5
  - ETC専用：2
  - 一般：3

## 歴史
- 1977年（昭和52年）12月20日: 大月JCT - 勝沼IC間開通により東京方面のみ供用開始。

（1980年〈昭和55年〉3月26日: 甲府昭和IC - 韮崎IC間開通。）
- 1982年（昭和57年）11月10日: 勝沼IC - 甲府昭和IC間開通により名古屋方面供用開始。

同区間が開通するまで、名古屋方面へ通行する車両は国道20号を利用していた。
- 2012年（平成24年）12月2日: 同日朝に発生した笹子トンネル天井板落下事故の影響で、下り線の大月JCT - 勝沼IC間、上り線の一宮御坂IC - 大月JCT間がそれぞれ通行止めに[1]。
- 2012年（平成24年）12月29日: 午後1時（JST）、下り線を対面通行にして大月JCT - 勝沼IC間が仮復旧。ただし、交通安全上の観点から勝沼ICの上り線への流入路の閉鎖は継続された[2]。
- 2013年（平成25年）2月8日: 上り線が完全復旧し、下り線の対面通行が解除[3]。

## 周辺
周辺はブドウの産地であり、ワイン工場なども点在する。
- 国道411号
- 勝沼ぶどう郷駅

## 勝沼バス停
国道20号上にある高速バスなどのバス停留所。料金所を出てすぐのところにある。なお、勝沼周遊バスでは停留所名が「高速勝沼」となっている。

### 乗り入れ路線
- 中央高速バス甲府線（石和経由）（山梨交通・富士急バス・京王バス）
  - 一宮 - 勝沼 ‐ 中央道甲斐大和（※特急便の次の停車バス停は中央道日野）
- 竜王・甲府 - 成田空港線（山梨交通・千葉交通）
  - 一宮 ‐ 勝沼 ‐ （東京ディズニーランド） - 成田空港
- 竜王・甲府 - 羽田空港線（山梨交通・京浜急行バス）
  - 一宮 ‐ 勝沼 - 羽田空港
- 竜王・甲府 - 横浜線（山梨交通・京浜急行バス）
  - 一宮 ‐ 勝沼 - 横浜駅東口

土休日と学休期に運行
- 勝沼周遊バス（富士急バス）
  - 勝沼ぶどう郷駅 - ぶどうの丘 - 勝沼支所 - 図書館・文化館 - 釈迦堂入口 - 高速勝沼 - 勝沼ぶどう郷駅

季節運行

## 隣
東隣の大月ICは19.7km離れており、間に笹子トンネルがある。
E20 中央自動車道
（10）大月IC - （11）大月JCT - 初狩PA - （12）勝沼IC - 釈迦堂PA - （13）一宮御坂IC